# Innerfjorden (del af Øksfjorden)
 For alternative betydninger, se Innerfjorden. (Se også artikler, som begynder med Innerfjorden)
Innerfjorden er navnet på den indre, nordlige del, af Øksfjorden i Lødingen kommune i Nordland fylke  i Norge. Den har forbindelse ud gennem Vester- og Austerstraumen på hver side af Husjordøya og går 5,5 kilometer mod nord til Vestpollneset, hvorfra fjordarmen Vestpollen fortsætter mod nordvest. Den kortere Austpollen går i østlig retning fra nordenden af Innerfjorden. På vestsiden af Innerfjorden ligger Lakselvtindan (748 moh.) og Lakselvfjellet (553 moh.) mens på østsiden ligger Brynnelslåttheia (719 moh.) som Sørdalstunnelen på Europavej E10 går gennem før den krydser over strømmene via Husjordøya.
Med undtagelse af nogle affolkede gårde i Austpollen er der ingen bebyggelser langs Innerfjorden som næsten i sin helhed ligger i Møysalen landskapsvernområde. Vestpollen ligger i Møysalen nationalpark.